# Guilherme Gaensly
Guilherme Gaensly, né Wilhelm Gänsli en 1843 à Felben-Wellhausen en Suisse dans le canton de Thurgovie et mort à São Paulo au Brésil en 1928, est un photographe helvéto-brésilien qui a travaillé principalement le portrait et les paysages, documentant d'abord l'état de Bahia, puis la ville de São Paulo. Gaensly a été un des auteurs de cartes postales les plus actifs au Brésil entre 1895 et 1925.

## Biographie
Wilhelm Gänsli est le fils du commerçant suisse Jacob Heinrich Wilhelm Gänsli et de son épouse Anna Barbara Kyn, tous deux protestants. Gaensly est arrivé au Brésil en 1848 à l'âge de cinq ans quand sa famille y émigre et s'installe à Salvador ; son père, qui gère une société d'importation et d'exportation de coton y est installé depuis 1843 et sa famme le rejoint en 1848 avec ses trois fils. 
Gaensly commence à photographier à l'âge de 25 ans, après la mort de son père. Il se forme à la photographie dans l'atelier d'Alberto Henschel à São Paulo et se consacre d'abord au portrait, comme la plupart des professionnels du secteur. Mais ce sont les paysages qui attirent son attention et il s'y consacre à partir des années 1870,.
En 1871, il ouvre un studio photographique à Salvador, Photographia do Commercio au Largo do Theatro no  1. En 1881, Gaensly participe à l'Exposição de História do Brasil Exposition d'histoire du Brésil organisée à Rio de Janeiro par la Bibliothèque nationale du Brésil ; il y présente 28 reproductions photographiques de peintures à l'huile, 10 vues de Salvador et 42 photographies du chemin de fer de Salvador de Bahia à São Francisco. En 1888, il ouvre le studio Photographia Gaensly & Lindemann au Largo Castro Alves, no  92, avec son associé et beau-frère Rodolpho Lindemann, qui a épousé sa sœur Alaine la même année,.
Guilherme Gaensly s'installe dans les années 1890 à São Paulo, ville en pleine croissance grâce à l'économie du café, et y travaille comme photographe jusqu'en 1913. Il rebaptise Photographia Cosmopolita son studio de Salvodor et inaugure en février 1894 celui de São Paulo installé au no  28 de la Rua 15 de Novembro. Les deux studios séparent leur activité au début du XXe siècle, Lindemann gérant seul celui de Salvador.
Gaensly est embauché en 1900 comme photographe pour la São Paulo Tramway, Light and Power Company, entreprise fondée en 1899 qui a réalisé le tramway électrique de la ville et y a les plus gros investissements en capital dans les domaines de l'énergie, de téléphone et de gaz ; il en reste le photographe principal jusqu'en 1925.
Gaensly meurt des suites d'une pneumonie le 20 juin 1928 à São Paulo, à l'âge de 84 ans ; son épouse Ida meurt le 1er octobre 1933 ; ils n'ont pas eu d'enfants et le sort des archives personnelles de Gaensly est inconnu.
Gaensly est connu comme « el fotógrafo sin rostro » [le photographe sans visage], car on ne connaît aucune photographie le représentant.

## Collections
- Musée de la Ville de São Paulo (en)
- Instituto Moreira Salles (pt), São Paulo et Rio de Janeiro : l'Institut conserve les photographies réalisées pour la São Paulo Tramway, Light and Power Company[8].

## Expositions
- 2002 - 2003 : Guilherme Gaensly e Augusto Malta: dois mestres da fotografia brasileira no Acervo Brascan, Instituto Moreira Salles (pt), São Paulo[8].

## Galerie

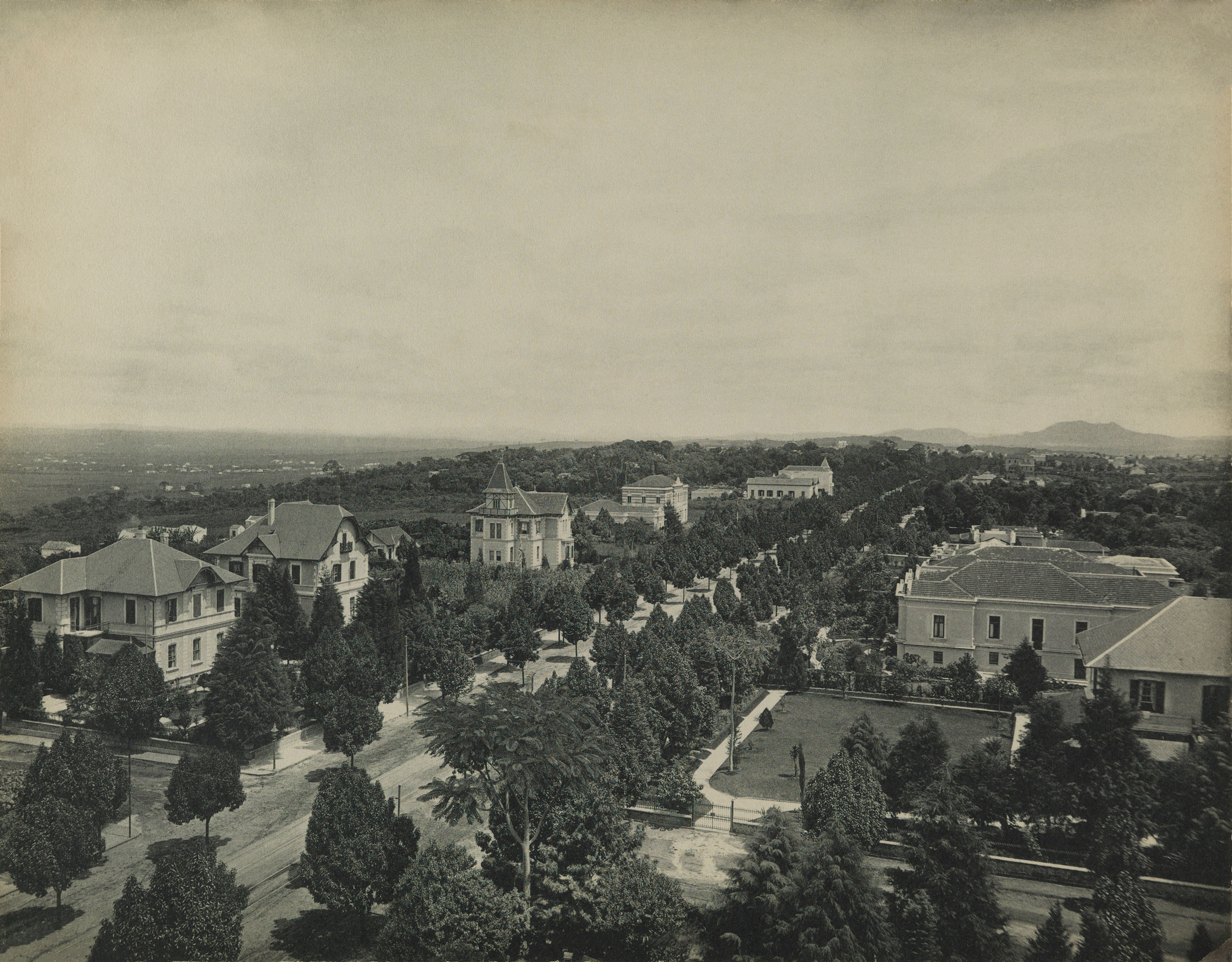
L'avenue Paulista à São Paulo, avec la résidence d'Adam Ditrik von Bülow ; carte postale, 1902.
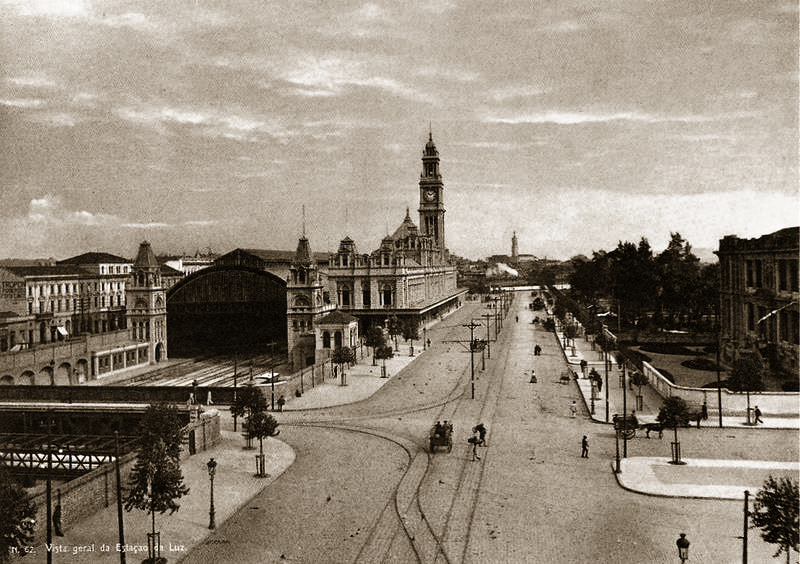
La gare de la Luz et l'Avenida Tiradentes à São Paulo, vers 1900.
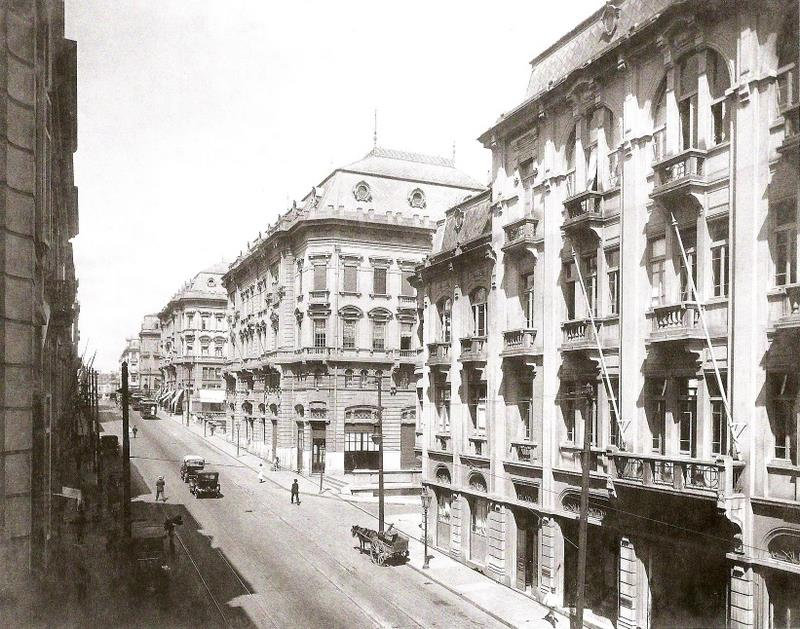
La rue Libero Badaró à São Paulo, vers 1920.
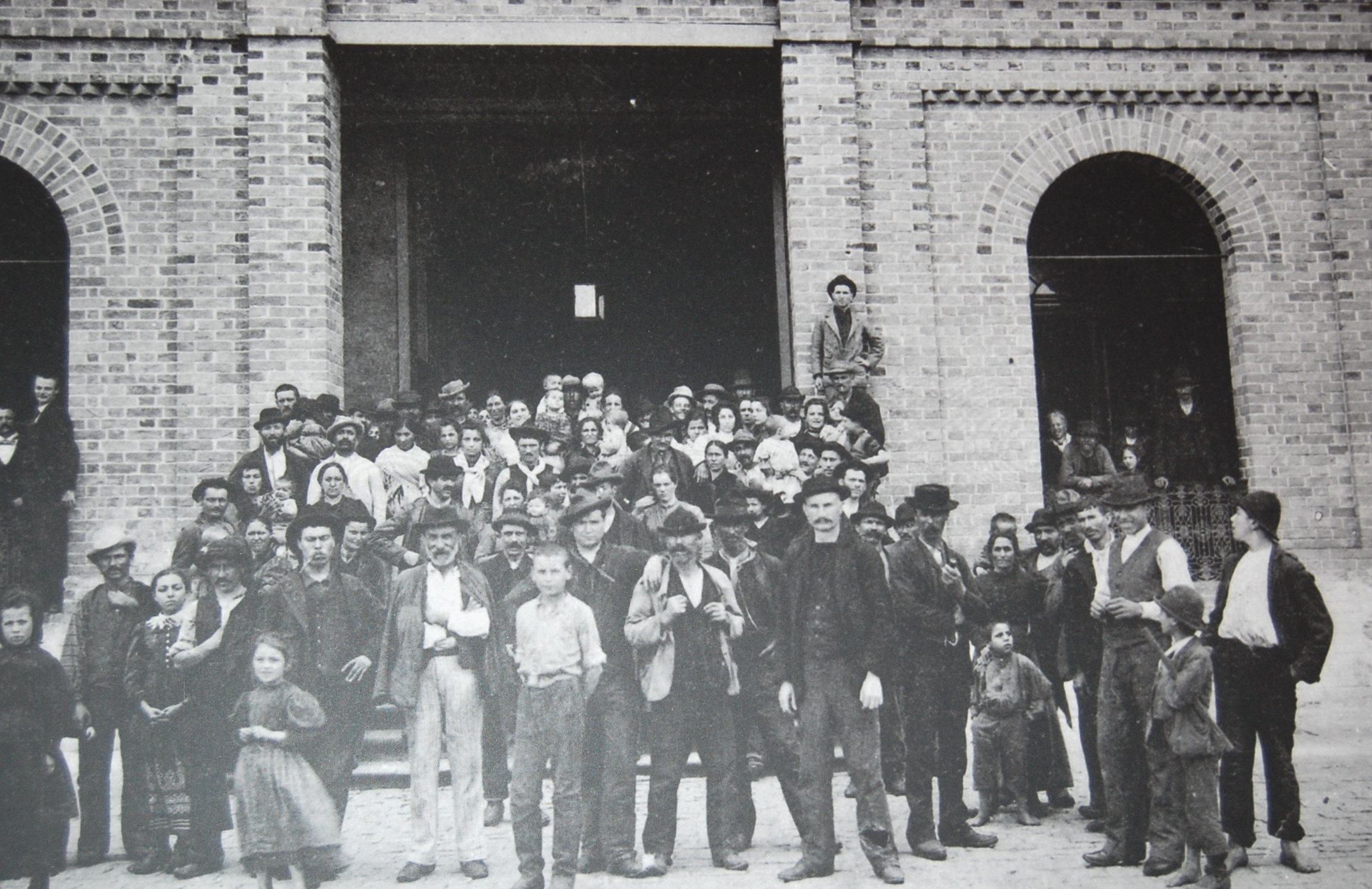
Immigrants européens devant l'Hospedaria de imigrantes à São Paulo, vers 1890.
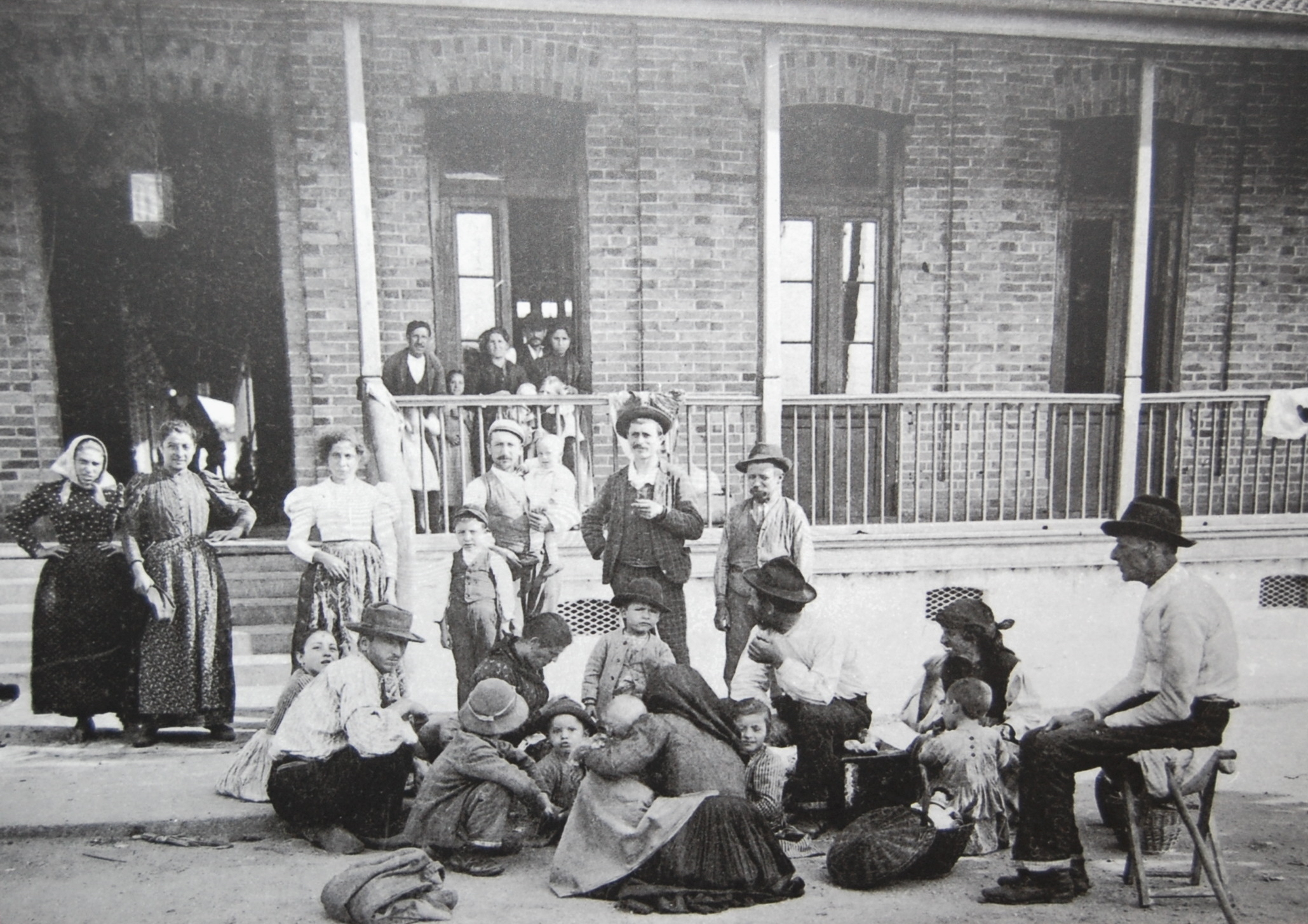
Immigrants italiens devant l'Hospedaria de imigrantes à São Paulo, vers 1890.
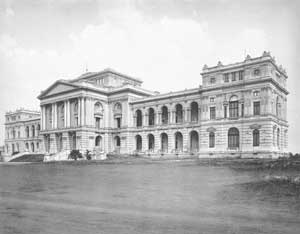
Museu paulista ou musée d'Ipiranga de l'université de São Paulo, 1902.
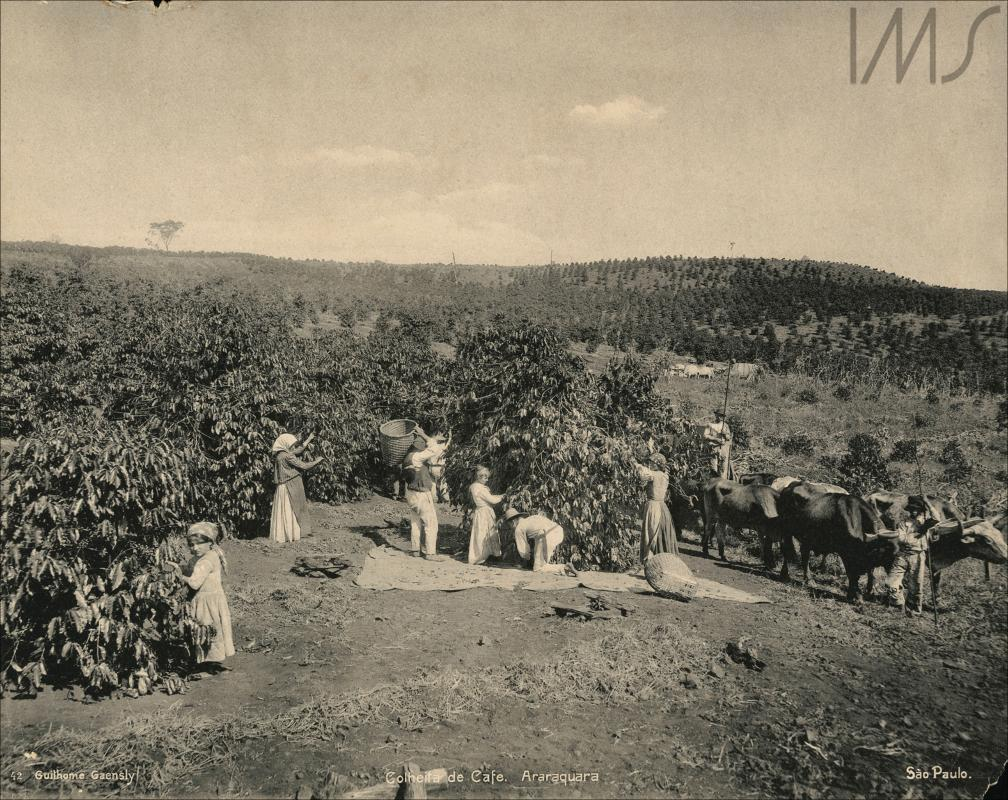
Récolte du café, vers 1900.
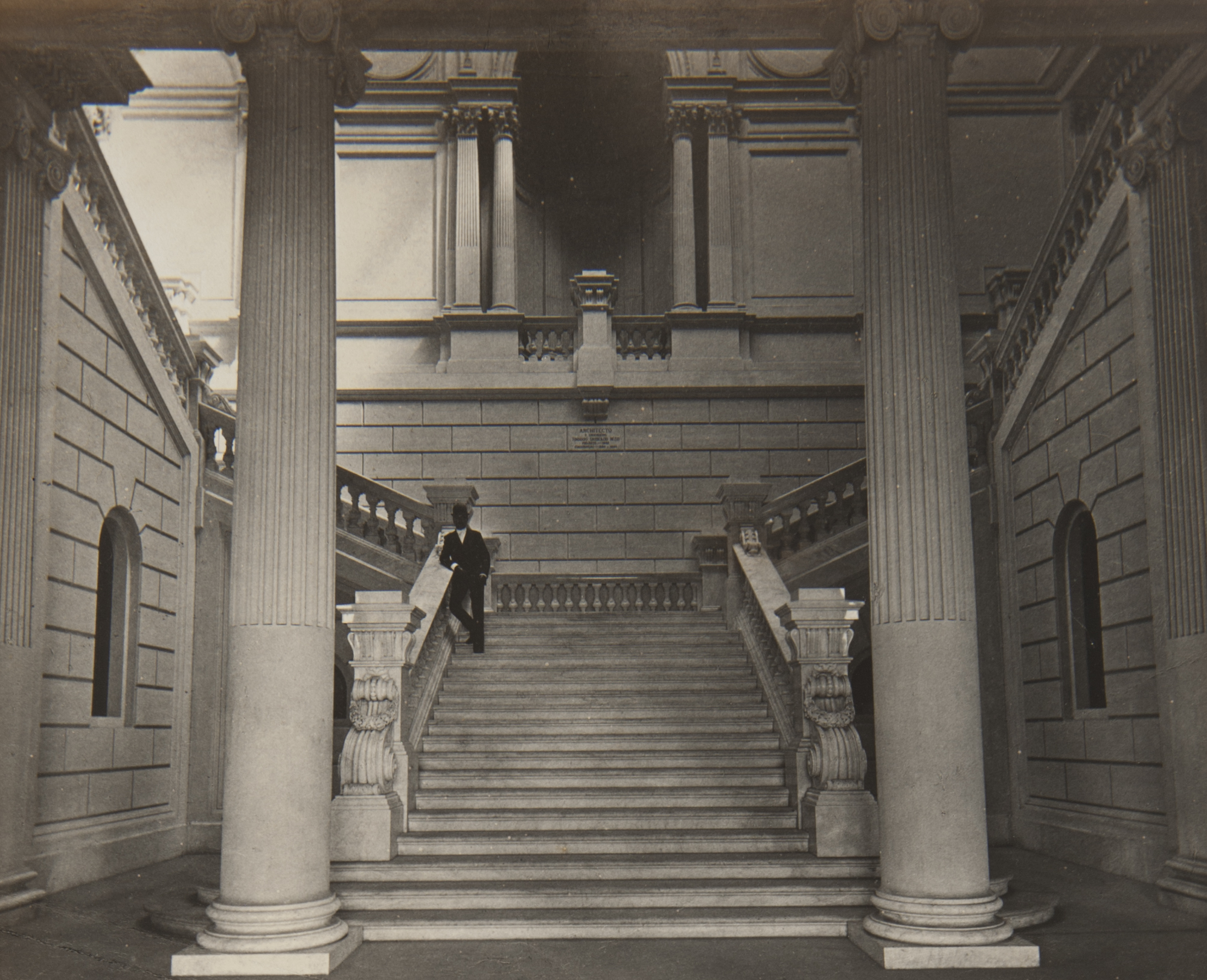
Escalier central  bâtiment Ipiranga de l'université de São Paulo, 1890.
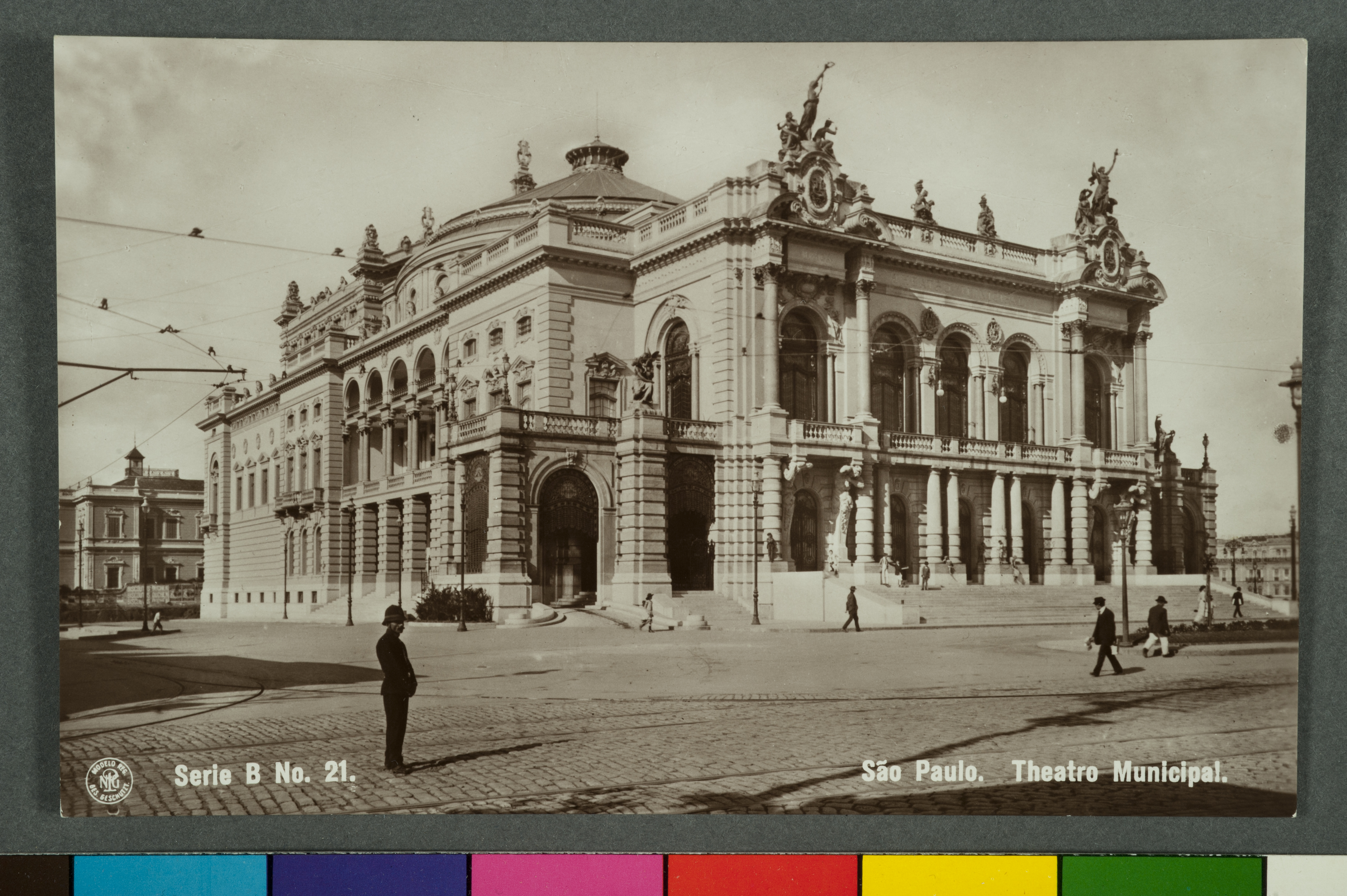
Théâtre municipal de São Paulo, 1910.
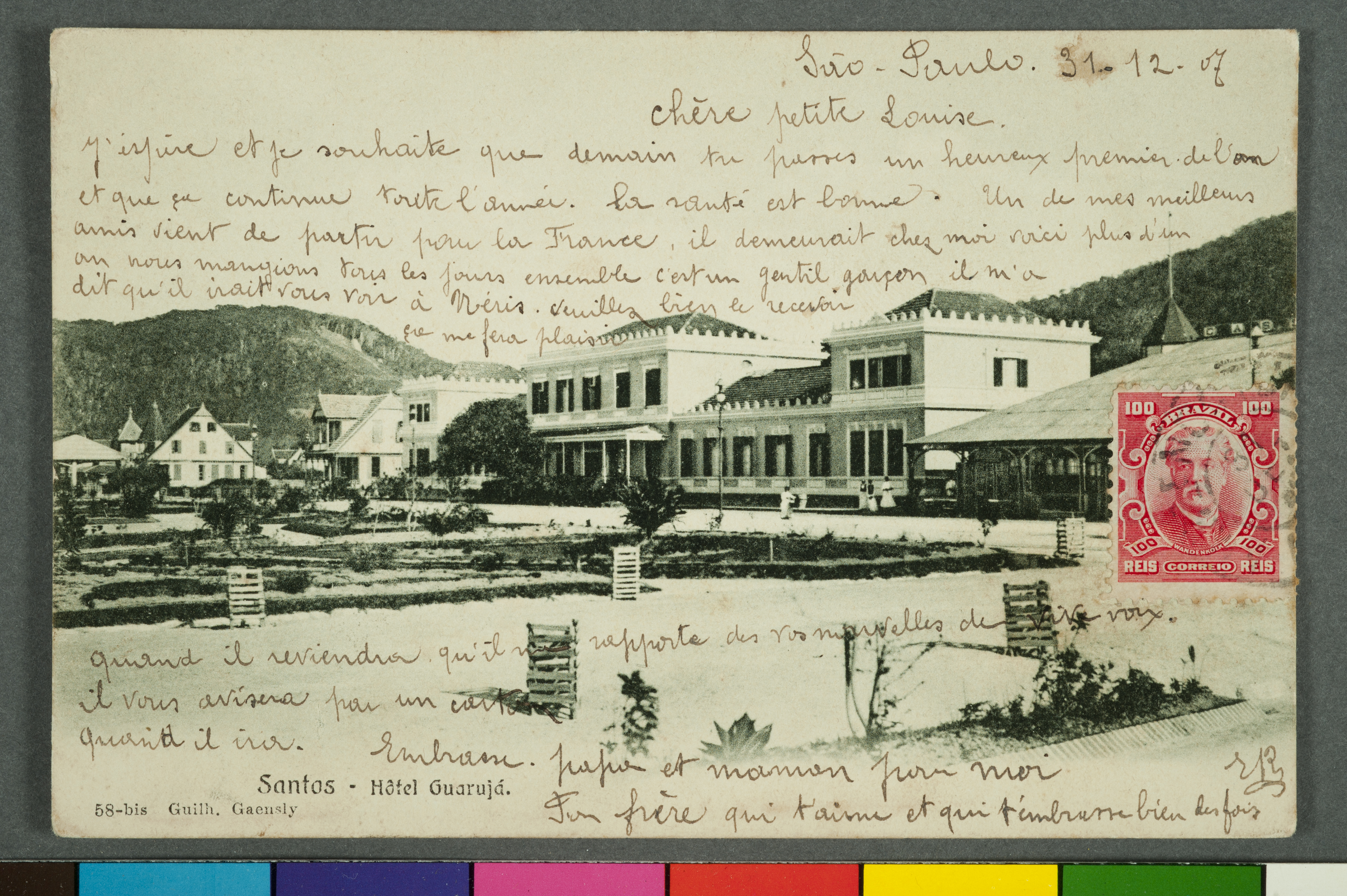
Carte postale représentant l'hôtel Guarujá